# Koszmosz–41
A Koszmosz–41 (oroszul: Космос 41) a szovjet Koszmosz műhold-sorozat tagja. Telekommunikációs műhold.

## Küldetés
A műhold elsőként került elnyújtott elliptikus pályájára, ezzel előkészítette a Molnyija távközlési-műhold sorozat felbocsátását.

## Jellemzői
1964. augusztus 22-én a Bajkonuri űrrepülőtér indítóállomásról modernizált Molnyija–M (GRAU-kódja:8K78M) hordozórakétával állították Föld körüli pályára. A Molnyija–1 (11F67) típus második példánya volt, melyet Koszmosz jelzéssel indítottak. Jellemzője volt az erősen elnyújtott elliptikus pálya, ezt később Molnyija-pályának nevezték el.
A 91,4 perces, 64,9 fokos hajlásszögű, elliptikus pálya elemei: perigeuma 157 kilométer, apogeuma 530 kilométer volt. 1600 kilogrammos tömegéből 30 kilogramm volt a műszerezettség. Szabványosított, könnyű tudományos-kutató műhold. Áramforrása kémiai, illetve a felületét burkoló napelemek energiahasznosításának kombinációja.
Pályamódosítást követően 714,6 perces, 64,9 fokos hajlásszögű, elliptikus pálya elemei: perigeuma 664 kilométer, apogeuma 39 568 kilométer pozíciót vett fel. A kialakított orbitális pálya lehetővé tette, hogy a sarkvidékek, Afrika, Észak-Amerika és a Csendes-óceán északi területei telekommunikációs szempontból beláthatóvá váltak. Elnyújtott pályaelemének köszönhetően a Szovjetunió távol eső területei 8 órán keresztül kapcsolatba léphettek egymással.
Műszereivel tanulmányozták a kozmikus sugárzás hatását a napelemekre, egyúttal kipróbálta a hírközlő rendszereket, illetve a kapcsolódó földi állomások együttműködését. A Föld sugárzási övezetein kívüli kozmikus térségben mérte a 400 keV-nál nagyobb energiájú protonok térbeli, időbeli intenzitáseloszlását. Két alkalommal bocsátott ki gázfelhőt, a földi obszervatóriumok optikai megfigyelését elősegítve.